# Hedvigsdal
Hedvigsdal is een plaats in de gemeente Ystad in het Zweedse landschap Skåne en de provincie Skåne län. De plaats heeft 63 inwoners (2005) en een oppervlakte van 12 hectare. Hedvigsdal wordt geheel omringd door akkers. In de plaats staat ook een herrgård (landhuis) het hoofdgebouw van deze herrgård stamt uit de eerste helft van de 19de eeuw. In 1896 werd er in Hedvigsdal een station gebouwd aan de spoorlijn Ystad-Gärsnäs järnväg. Het station was in gebruik tot de jaren 40 van de 20ste eeuw en de spoorlijn tot 1970. De stad Ystad ligt zo'n vijftien kilometer ten westen van het dorp.